# 魏庆昭
魏庆昭，四川涪陵人，清朝政治人物。
光绪十年（1884年），代理利川知县。